# Raimon Obiols i Germà
Raimon Obiols i Germà (1930) is een Catalaans en Europees politicus. Obiols is de zoon van de kunstschilder Josep Obiols i Palau. Hij studeerde geologie aan de Universiteit van Barcelona. Zijn oorspronkelijke voornaam was Josep Maria maar die heeft hij toen hij in het clandestiene verzet tegen de dictatuur (1939-75) van Francisco Franco was om veiligheidsoverwegingen in Raimon veranderd en daarna behouden. Hij was betrokken bij de Caputxinada in maart 1966 en daarna speelde hij een sleutelrol in de Catalaanse Raad.
In 1978 staat hij aan de wieg van de Partit dels Socialistes de Catalunya ontstaan door de fusie van een drietal kleinere linkse formaties uit de nadagen van de dictatuur. Hij behoort tot de linkerzijde en de catalanistische fractie. Hij is ook lid van de overkoepelende Spaanse PSOE.
In het Europees Parlement is hij onder meer actief in de Commissie buitenlandse zaken, voorzitter van de delegatie voor de landen van de Magrib (1999-2002) en sedert 2002 voorzitter van de delegatie voor de landen van Midden-Amerika. Samen met zijn partijgenote Maria Badia streeft hij naar de erkenning van het Catalaans als officiële taal in de Europese Unie.

## Werken
- Escrit al pas dels dies, Catalunya oberta (1984)
- Els futurs imperfectes (1987)
- Hereus del futur (1988)
- El suc dels dies (1996)
- Nou segle. Nou cicle (1997)
- Patria Humana. Globalización y socialismo del siglo XXI (es) (1999).

- Biblioteca Nacional de España: XX1720930
- Catàleg d'autoritats de noms i títols de Catalunya: 981058513853406706
- Gemeinsame Normdatei: 1047962748
- International Standard Name Identifier: 0000 0000 5944 7211
- Library of Congress Control Number: n88610595
- Réseau des bibliothèques de Suisse occidentale: 02-A003651028
- Système universitaire de documentation: 074007017
- Virtual International Authority File: 58191140
- WorldCat: E39PBJptVWdyrtMM4xcWvYj6Kd